# كيم دامي
كيم دامي (بالكورية: 김다미) هي ممثلة كورية جنوبية، ولدت في يوم 9 أبريل 1995، بدأت التمثيل في سنة 2017 ومثلت في فيلم الساحرة 1: الإحتواء في 2018 ومسلسل إتايوان كلاس في 2020.

## الأعمال

### أفلام
| السنة | العنوان                   | الدور     | ملاحظة      | م.          |
| ----- | ------------------------- | --------- | ----------- | ----------- |
| 2017  | مشروع بنفس الاسم 2017     |           | فيلم مستقل  | [ 3 ]       |
| 2018  | دمية                      | يو مين آه |             | [ 4 ]       |
| 2018  | الساحرة: الجزء 1. التخريب | كو جا يون |             | [ 5 ]       |
| 2022  | الساحرة 2: الأخرى         | كو جا يون | دور الكاميو | [ 6 ] [ 7 ] |
| 2022  | توأم الروح                | اهن مي سو |             | [ 8 ] [ 9 ] |

### مسلسلات
| السنة     | العنوان      | الدور        | م.     |
| --------- | ------------ | ------------ | ------ |
| 2020      | إتايوان كلاس | جو يي سو     | [ 10 ] |
| 2021–2022 | صيفنا الحبيب | كوك ايون سوو | [ 11 ] |
| 2025      | تسعة ألغاز   | يون إينا     | [ 12 ] |
| 2025      | مائة ذكرى    | يونغ راي     | [ 13 ] |

## الجوائز والترشيحات
| قائمة الجوائز والترشيحات                   | قائمة الجوائز والترشيحات | قائمة الجوائز والترشيحات                                | قائمة الجوائز والترشيحات             | قائمة الجوائز والترشيحات | قائمة الجوائز والترشيحات |
| الجائزة                                    | السنة                    | الفئة                                                   | عن العمل                             | النتيجة                  | م.                       |
| ------------------------------------------ | ------------------------ | ------------------------------------------------------- | ------------------------------------ | ------------------------ | ------------------------ |
| جوائز نجم أبان                             | 2021                     | أفضل ممثلة جديدة                                        | إتايوان كلاس                         | رُشِّح                      | [ 14 ]                   |
| جوائز نجم أبان                             | 2021                     | جائزة النجمة الشعبية، ممثلة                             | إتايوان كلاس                         | رُشِّح                      | [ 15 ]                   |
| جوائز نجم أبان                             | 2022                     | أفضل ثنائي                                              | كيم دامي مع تشوي وو-شيك صيفنا الحبيب | رُشِّح                      | [ 16 ]                   |
| جوائز آسيا الفنية                          | 2018                     | جائزة المبتدئين                                         | الساحرة: الجزء الأول. التخريب        | فوز                      | [ 17 ]                   |
| جوائز آسيا الفنية                          | 2020                     | جائزة الشعبية (ممثلة)                                   | كيم دامي                             | رُشِّح                      | [ 18 ]                   |
| جوائز بايكسانغ للفنون                      | 2019                     | أفضل ممثلة جديدة – فيلم                                 | الساحرة: الجزء الأول. التخريب        | رُشِّح                      | [ 19 ]                   |
| جوائز بايكسانغ للفنون                      | 2020                     | أفضل ممثلة جديدة – تلفزيون                              | إتايوان كلاس                         | فوز                      | [ 20 ] [ 21 ]            |
| جوائز أفلام التنين الأزرق                  | 2018                     | أفضل ممثلة جديدة                                        | الساحرة: الجزء الأول. التخريب        | فوز                      | [ 22 ]                   |
| جائزة ولاء عملاء العلامة التجارية          | 2022                     | أفضل ممثلة                                              | كيم دامي                             | فوز                      | [ 23 ]                   |
| جوائز بيل للأفلام                          | 2018                     | أفضل ممثلة جديدة                                        | الساحرة: الجزء الأول. التخريب        | فوز                      | [ 24 ]                   |
| جوائز تشونسا للفنون السينمائية             | 2019                     | أفضل ممثلة جديدة                                        | الساحرة: الجزء الأول. التخريب        | رُشِّح                      | [ 25 ]                   |
| جوائز نسخة المخرج                          | 2018                     | أفضل ممثلة جديدة                                        | الساحرة: الجزء الأول. التخريب        | فوز                      | [ 26 ]                   |
| جوائز إيل ستايل                            | 2018                     | أيقونة إيل التالية                                      | كيم دامي                             | فوز                      | [ 27 ]                   |
| مهرجان فانتازيا السينمائي الدولي           | 2018                     | جائزة شيفال نوار لأفضل ممثلة                            | الساحرة: الجزء الأول. التخريب        | فوز                      | [ 28 ] [ 29 ]            |
| جوائز الناقوس الكبرى                       | 2018                     | أفضل ممثلة                                              | الساحرة: الجزء الأول. التخريب        | رُشِّح                      | [ 30 ]                   |
| جوائز الناقوس الكبرى                       | 2018                     | أفضل ممثلة جديدة                                        | الساحرة: الجزء الأول. التخريب        | فوز                      | [ 31 ]                   |
| جوائز العلامة التجارية الأولى في كوريا     | 2020                     | أفضل ممثلة جديدة                                        | إتايوان كلاس                         | فوز                      | [ 32 ] [ 33 ]            |
| جوائز كوفرا للأفلام                        | 2019                     | أفضل ممثلة جديدة                                        | الساحرة: الجزء الأول. التخريب        | فوز                      | [ 34 ]                   |
| مهرجان كوريا السينمائي للشباب              | 2018                     | ممثلة جديدة مشهورة                                      | الساحرة: الجزء الأول. التخريب        | فوز                      | [ 35 ]                   |
| مهرجان كوريا السينمائي للشباب              | 2019                     | ممثلة جديدة مشهورة                                      | الساحرة: الجزء الأول. التخريب        | فوز                      | [ 36 ]                   |
| مهرجان لندن للأفلام الآسيوية               | 2018                     | جائزة النجم الصاعد                                      | الساحرة: الجزء الأول. التخريب        | فوز                      | [ 37 ]                   |
| جوائز ماري كلير آسيا ستار                  | 2018                     | جائزة النجم الصاعد                                      | الساحرة: الجزء الأول. التخريب        | فوز                      | [ 38 ]                   |
| جوائز أوليه لأفضل فيلم تلفزيوني لهذا العام | 2019                     | الممثلون الستة الكبار                                   | الساحرة: الجزء الأول. التخريب        | فوز                      | [ 39 ]                   |
| جوائز دراما إس بي إس                       | 2021                     | جائزة المخرج                                            | صيفنا الحبيب                         | فوز                      | [ 40 ]                   |
| جوائز دراما إس بي إس                       | 2021                     | جائزة التميز لأفضل ممثلة في مسلسل قصير (رومانسي/كوميدي) | صيفنا الحبيب                         | رُشِّح                      | [ 41 ]                   |
| جوائز دراما إس بي إس                       | 2021                     | أفضل ثنائي                                              | كيم دامي مع تشوي وو-شيك صيفنا الحبيب | رُشِّح                      | [ 42 ]                   |
| جوائز سوول                                 | 2018                     | أفضل ممثلة جديدة                                        | الساحرة: الجزء الأول. التخريب        | فوز                      | [ 43 ]                   |

## روابط خارجية
- كيم دامي على موقع IMDb (الإنجليزية)
- كيم دامي على موقع قاعدة بيانات الفيلم (الإنجليزية)
- كيم دامي على موقع كينوبويسك (الروسية)